# 运-8
运-八型飞机（Y-8）是由中航工业陝西飛機工业（集团）有限公司生產的中程中型多用途运输机，源自苏联購入的安-12B型，其載重與美軍的C-130相近，屬於四發涡桨运输机，但是中蘇陷入敵對後被蘇方停售，改为以逆向工程测绘仿制原型機並全面自主生產，是当时中国研制成功投入使用的最大的运输机。
陕飞对运八进行了一系列改进改型，先后研制成多种运八专业机型，除了军用型还有民用型。陕飞还以運八為基礎，研製了新一代的運九，未來還將繼續在此平台上製造新機。

## 研制历史

### 原型机研发
1965年2月，第三机械部向国防工业办公室和总参谋长罗瑞卿提出报告，申请在1960年代自苏联取得幾架安-12B飞机试用，而后决定是否在国内仿制。1966年中央批准使用安-12B，并在同年11月在172厂（西安飞机制造厂前身，位于陕西阎良）成立“新机摸底研究小组”，走访飞机的使用单位。1967年7月，由空军副司令常乾坤主持召开了新运输机方案审定会，172厂详细介绍了飞机研制方案，1968年总参谋部批准逆向研制，同年12月由三机部向172厂下达了仿制任务。
1969年3月8日，空军司令部命令空13师“5308”号安-12B飞机飞抵172厂，3月24日172厂成立了“运八飞机研究设计筹备领导小组”，并从空军第一研究所、603所、西北工业大学及172工厂各车间抽调部分工艺人员，组成了以工厂设计科为核心的设计团队，共计570人，5月，《运八飞机设计总方案》制定，并给出了研发进度表。
4月开始，172厂对安-12B进行全机性能测试。10月，设计工作正式展开，但在当时大的社会背景下（大跃进、文革后），在“要把全世界运输机所有优点集中在运-8飞机上”这种指导思想笼罩下，各个研发系统各自为战，整机方案根本无法统一，甚至在设计图纸格式上都无法做到统一。研发进入死胡同后，1970年2月，设计人员对运八设计总方案进行了检讨，回到了更加务实的逆向研发安-12B的轨道上。1972年2月设计工作全部完成，完成85314份标准图纸，162份技术条件图纸。
同期的运八与被仿制的安-12B比较，有5项不同：
1. 机头罩及尾部炮塔
2. 空投装置（苏联方案为传送带式，运-8原型为滚棒式）
3. 供氧系统（苏联为液氧，运-8为气氧）
4. 油箱（苏联为厚壁，运八为薄壁）
5. 机载导航设备国产

1974年9月，运-8原型机进入总装阶段，当时运-8原型机总装和轰六第9批6架的总装进度发生冲突，经过三机部和陕西省三机局协调，运-8原型机总装安排到了轰六之前，10月1日正式进入车间总装。12月10日，运-8原型机“01”号飞机进入试飞站，开始进行全机通电等地面起飞前测试工作，并制定了试飞方案。12月25日完成了2次地面滑行和两次假起飞。
1974年12月25日下午1点33分，运-8原型机“01”号成功起飞，飞行26分钟，飞行高度6000米，速度达到300公里／时。12月27日，试飞成功庆功大会在172厂举办，98个单位250名代表共同参加了大会，下午1时，原型机再次起飞，为庆功大会做了试飞表演。

### 转场012基地研发
172厂在研发运-8的同时，还肩负着轰-6和运-7飞机的生产，与此同时被取消歼击机研发任务的012基地也需要新的生产任务。三机部在1972年3月20日向012基地和172厂发出《运八飞机试制和转厂生产方案》的通知，决定将运-8飞机转到012基地继续试制。但由于各种原因，并未如期实现。
三机部在此后进行了研究，在1972年12月29日做出指示，运-8第一架原型机试制完成后即开始转厂，第一架飞机用于静力试验，转厂具体时间根据012基地配套厂建设进度而定。1973年11月14日-22日，172厂和012基地在三机部及陕西省国防工办的主持下，达成了试制转厂协议，12月11日，三机部进一步批准了《172厂、012基地关于运八试制转厂协议》，协议中确定了转厂设备、原材料、技术的细节。
1973年12月中旬，运-8第一个部件，中央翼转厂，拉开了正式转厂序幕。至1976年3月，历时3年零4个月基本完成。而同一时期，012基地开始为运-8的02号原型机试制进行准备。
1975年12月，空军13师张玉勤副大队长、许国存中队长及6名空勤人员、12名地勤人员抵达工厂，29日上午9时，182厂在塔台举行大会，飞机经拖机牵引到停机坪。9点55分02号原型機启动，进行第一次滑行，随后，在进行完第二次滑行后，02号原型机在汉中城固县机场進行首飞。10点20分飞机安全着陆。

### 静力试验
运-8的地面静力试验分为五项进行：
1. 1974年-1975年2月，起落架试验。
2. 1976年4月-1976年10月，完成了飞机的操纵系统、机身、尾翼和全机各部件的测试。
3. 至1976年12月，全机共振实验开始。
4. 1977年开始氧气实验
5. 1977年开始导航系统地面联试

#### 静力试验与运-10先后之争
1974年，三机部确定运八主要部件静力试验在623所（后来命名为中国飞机强度研究所，隶属于中航工业第一集团公司）进行。但在实际准备工作中，发现与运-10的静力试验安排冲突，623所表示不能再接受运-8的任务。后来经过反复协商和三机部内的协调，1975年11月在三机部内部，确定了运八静力试验先于运-10，并且确定了以01号原型机为测试机，但由于上海革委会持不同意见，又持续一个月，在12月底确定了优先静力试验的次序，为期2年的运-8运十静力试验进度安排告一段落。

### 定型鉴定试飞
运-8的设计鉴定试飞，分别用三架进行，一批第一架做空投实验，零批第二架做机载设备定型试飞，零批第三架做飞机基本性能定型试飞。
1977年1月，03号原型机试飞成功；1980年2月11日被批准设计定型，命名为“运输八型飞机”，简称为“运-8”，并投入批量生产。
运-8型运输机为全金属半硬壳结构，海鸥张臂式上单翼，安装四台涡桨-6涡轮螺旋桨发动机，前三点布局起落架，主起落架为四轮小车式，可在草地、雪地、砂砾地等简易机场安全起降，可进行空运、空投、空降、救生等作业，货运时可载20吨货物。起飞重量61吨，航程5600公里以上。配有正、副驾驶员、领航员、通信员和空中机械师，包括自卫尾炮射击员机组乘员共6人。

## 現代化升級
1980年代期间，生产C-130运输机的洛克希德公司曾为运-8民用客运型提供过增压仓设计，前期版本为半仓增压，后期版本为全仓增压。
最新的一批运-8被翻新後，換装了数种电子系统用于电子对抗、电子侦察、海上巡逻、反潜，空中指挥，预警、航测等军用和民用任务。这些飞机被称为高新工程（GX是“高新”的汉语拼音字母缩写），有数个型号现已装备于中国人民解放军空军、海军航空兵和民用航空公司。
运-8也改装做為「平衡木」（相控阵雷达）空中預警機系統的測試工作。改装后的预警机称为空警-200。已装备海军航空兵。
运-8也改装為「空潛-200（高新6号）」反潜巡逻机，「空潜-200（高新6号）」拥有与美国P-3獵戶座海上巡邏機等量相当的反潜利器。「空潜-200（高新6号）」可搭载超过10名乘员，包括驾驶员、雷达员、声纳员、搜潜员，以及技术分析、声纳吊放、武器操纵等人员，形成集侦察、分析、攻击于一身的反潜体系。它的特徵是帶有長而尖的尾刺，據說是一種中國新型的「磁異探測儀」，其先進程度可與美國P-3C反潛巡邏機的探測系統媲美。
2008年，有人在网上比照运-9的设想图和空警-200的照片，认为隊中一部份有新的空警-200，並且使用的是运-9的新型机体，而不是通常所说的运-8等級机体。因为两种机型均取消了运-8机型的前部观察员窗口，机体尾部的射手席，以及换装新的6桨叶螺旋桨。这点并不奇怪，因为二者均发展自当时新开发的运-8F平台。

## 谱系
- 运-8原型机
- 运-8基本型军用机，І类平台基础型。1986年起标准生产型取消了尾炮。
- 运-8X海上巡逻机，中国人民解放军海军装备，用运-8基本型改装，取消尾部货舱门、尾炮。该机机头下加装了加拿大制对海搜索雷达，配备组合式导航系统；另有红外搜潜系统、声纳浮标和救生艇等设备。只装备了四架[6]。1984年问世，1985年9月通过鉴定。
- 运-8A军用机，用运-8基本型改装的黑鹰直升机载机，用于运载“黑鹰”直升机进藏，1985年12月通过鉴定。
- 运-8B基本型民用机
- 运-8C气密型军用机，II类平台基础型。将非气密货舱改为全气密舱，内开式货舱门改为下开式货桥门，外形区别：取消基本型尾部跳伞观察窗；由于担心迫降时机腹擦地可能导致油箱起火，运-8C取消了货舱地板下的油箱，加上当年缺乏技术解决方案，使其航程比运-8基本型降低2000km[6]。1990年12月在城固机场首飞，1993年批准设计定型。该型机可全天候飞行，可装载16吨集中货物/20吨散装货物和19米的超长货物。
  - 运-8CA雷达电子试验机，最显著的外观特征是机首俗称“尖鼻头”的雷达天线罩，用于战斗机机载雷达测试的平台。
  - 运-8CB（高新1号）中国人民解放军空军装备的空军綜合电子对抗情報侦察机，类似E-8，采用运-8基本型І类平台，而不是运-8C的气密型设计[6]。机身后部以及机首下部安装有电子对抗和雷达装置。
  - 运-8CH，中国人民解放军海军航空兵装备，类似P-3C
  - 运-8CI气密型民用出口机，在运-8C型的基础上用于出口的改型机，部分机载设备更换为引进设备。
- 运-8D出口民用机，根据外国用户要求进行改进的出口型。
  - 运-8DI
  - 运-8DII
- 运-8E无人机载机，以运-8基本型为基础研制改装的无人机载机。
  - 运-8EW遠程干擾機
- 运-8F气密型民用机，1994年1月取得型号合格证（TC证）。
  - 运-8F-100邮政机，在运-8基本型的基础上换装部分电子设备，可全天候飞行，重新设计货运系统，可容纳国际标准集装板。首次按中国民用航空条例CCAR25部适航要求进行适航改装。1996年5月首批三架正式交付中国邮政航空公司。
  - 运-8FDII出口机
  - 运-8F-200，在运-8C型基础上研制的气密型民用运输机。设计符合CCAR25部适航要求。货舱后门可兼作货桥使用，最大商载15吨。1997年10月获得型号合格证。
  - 运-8F-400，全新设计的驾驶舱，换装航电设备，将原来的五人驾驶体制改为三人驾驶体制，最大商载15吨。2001年8月首飞，2002年8月取得型号合格证。
  - 运-8F-600（运-9），III类平台基础型。是在运-8C基础上进行了从内到外全面改进的型号。2001年11月国防科工委批准立项，在2002年珠海航展上与乌克兰安東諾夫航空科學技術聯合體签署合作研制合同。以运-8F-400型为原准机，该机机头部位重新设计，更新驾驶舱综合飞行仪表系统，采用二人驾驶体制，换装使用6叶桨的涡桨-6C发动机，改进了油箱布局，使其航程恢复到6000km左右[6]。航电系统换装机载电子飞行仪表系统，机首形状重新设计，货舱加长。2005年首飞。
- 运-8H航测机，1992年6月通过鉴定。
- 运-8K客运機，121人座。
- 运-8J海上警戒机，中国人民解放军海军装备，最显著的外观特征是机首异乎寻常的俗称“大鼻头”的黑色雷达天线罩，安装监测雷达，1998年首飞。
- 运-8JB（高新2号）中国人民解放军海军装备的电子情报搜集机，类似EP-3B，采用运-8基本型I类平台，功能类似运-8CB，机首下部雷达天线罩加大，安装不同的电子侦察设备。定位上非常接近前苏联海军图-16R电子侦察机[6]。
- 运-8G（运干-8、高新3号）中国人民解放军空军装备的电子干扰机，类似EC-130J，运-8C基础上改进的II类平台，用于取代轰电-6，取消了尾炮舱和领航员舱。机头安装了一套KZ-800大型机载电子侦察系统，主要用于搜索、截获地面和水面雷达发射的各种无线电信号，同时可以对信号源进行精确定位。
- 运-8T（高新4号）中国人民解放军空军装备的空军战场指挥通信机，类似EP-3B/EB-66混合体，仍然保留“透明机头”。由于机身上下有大量的通信天线，因此也被戏称为“刺儿头”，该机相当于大规模空中行动中的“通信总站”，起到战场协调的作用。[7][8]。
- 空警-200（运-8W、高新5号、K/JE03），中国人民解放军空军/中国人民解放军海军航空兵装备，类似SAAB340AEW，III类平台。机背安装平衡木式相控阵雷达天线，2004年首次露面。高新系列中目前唯一的中国海空军均有装备的型号[6]。
- ZDK-03预警机，外銷巴基斯坦（绰号：喀喇昆仑之鹰）装备在巴基斯坦空军，机背裝有機械式圆盘形雷達的預警機。机体同运-8Ⅲ类平台。
- 运-8Q（高新6号、空潛-200）海军反潜巡逻机，III类平台。最显著的外观特征是机首下部有球形雷达天线罩，机尾有磁异常探测器，机身设有武器舱。高新系列飞机中唯一需要携带武器装备的型号[6]。截至2020年12月，海军航空兵部队装备约50架，达到日本海上自卫队反潜机群规模（107架P3系列）的一半[9]。
- 运-8XZ（高新7号），空军心理战飞机，运-8C基础上改进的II类平台，取消了尾炮舱和领航员舱。II类平台采用气密货舱[6]。
- 运-9JZ（高新8号），海军综合电子战情報侦察飞机，类似EP-3B，III类平台。用于取代高新2号[6]。
- 运-8JY醫療救援機。
- 运-9XZ（高新9号），二代空军心理战飞机。改用III类平台的运-8XZ，强化了对敌民用网络的攻击能力[6]。
- 空警-500（运-9W、高新10号、K/JE04），新一代空中预警指挥平台，可升级空中加油管，由于研发时间更靠后，根据和空警-2000的综合对比测试，空警-500在最大探测距离，跟踪目标数量等重要指标上全面达到甚至部分超越了后者的水平[6]。
- 运-9G（高新11号），二代空军电子干扰机，从机身上的大量共形天线来看，该机是运-8G（高新3号）的后继者[6]。
- 运-9DZ（高新12号），空军電子偵察机。
- 運-9LG（高新13號），空軍电子战飞机。
- 運-9Q（高新14號），海軍反潛機。
- 運-9？（高新15號）

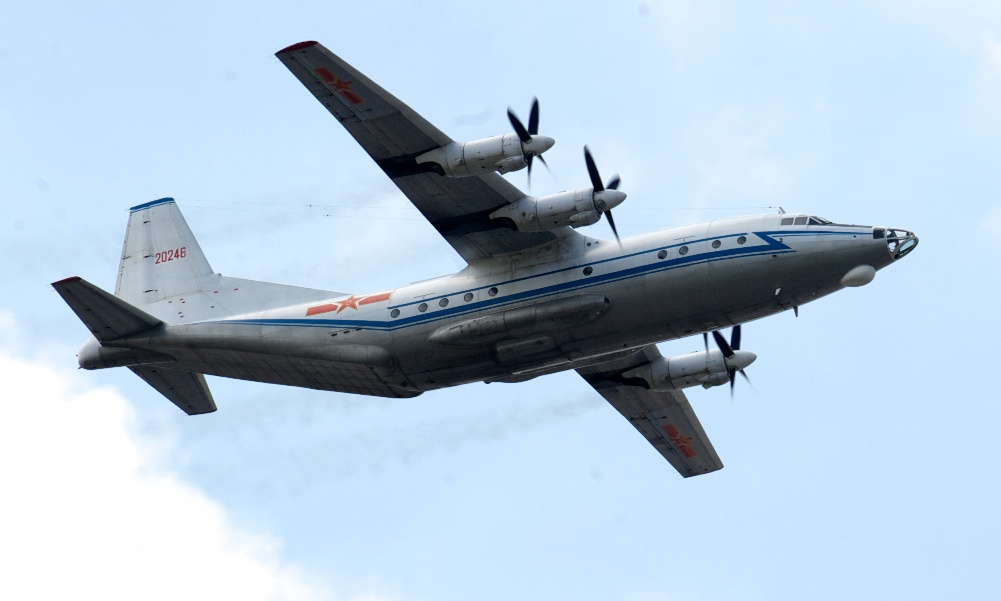
中國人民解放軍空軍的Y-8C
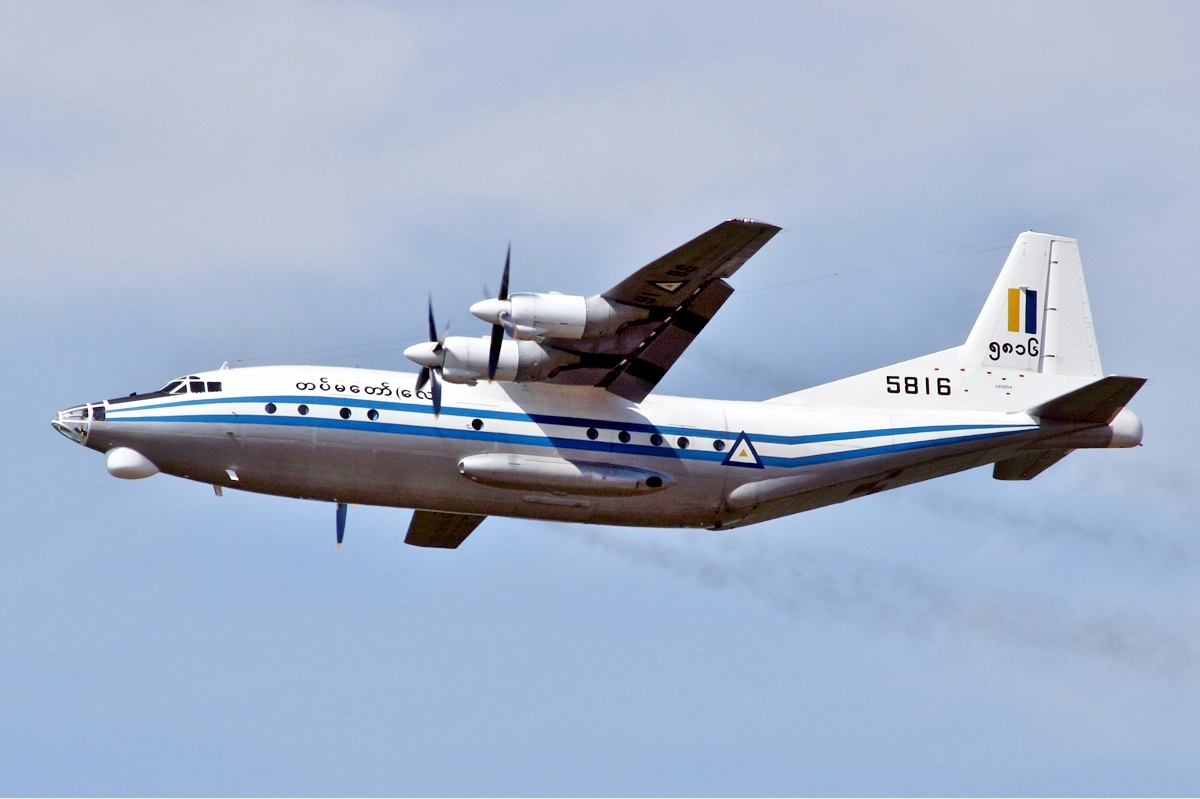
緬甸空軍的Y-8D
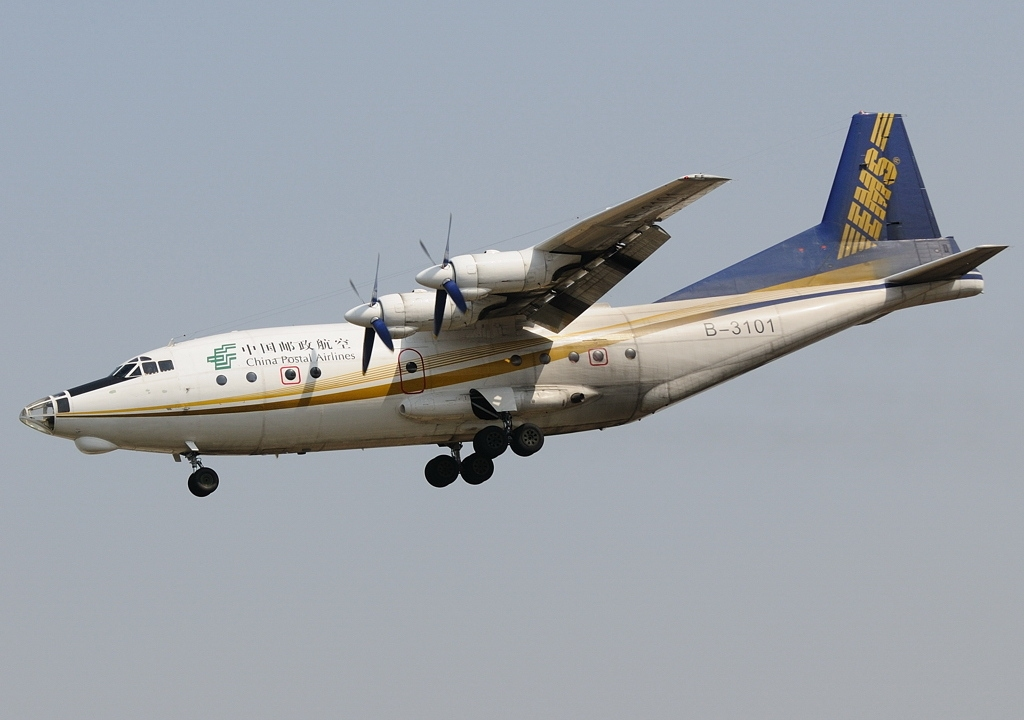
中國邮政航空的运-8F-100
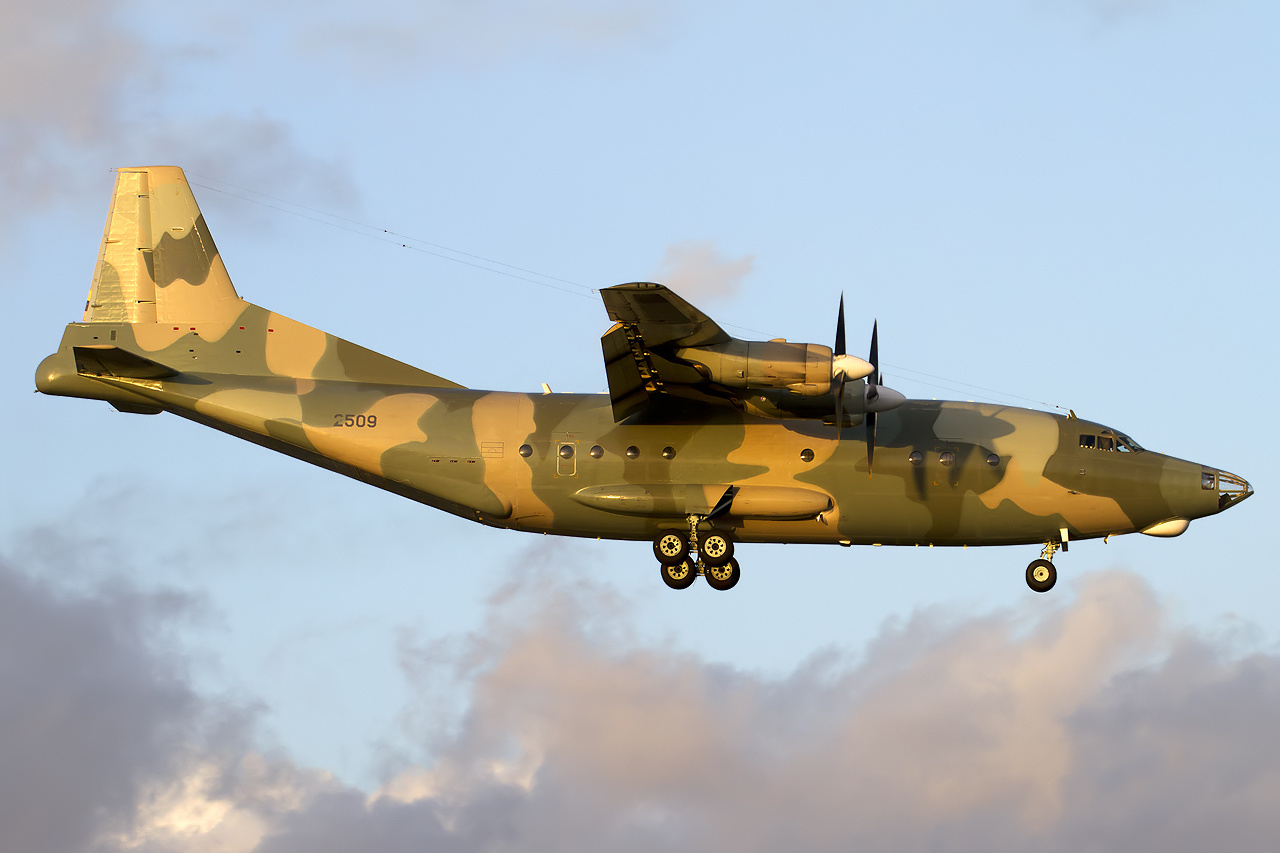
委內瑞拉空軍的運-8F-200
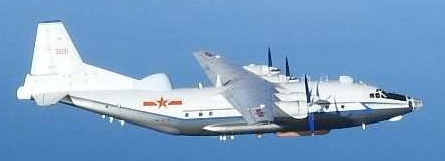
中國人民解放軍空军高新2號
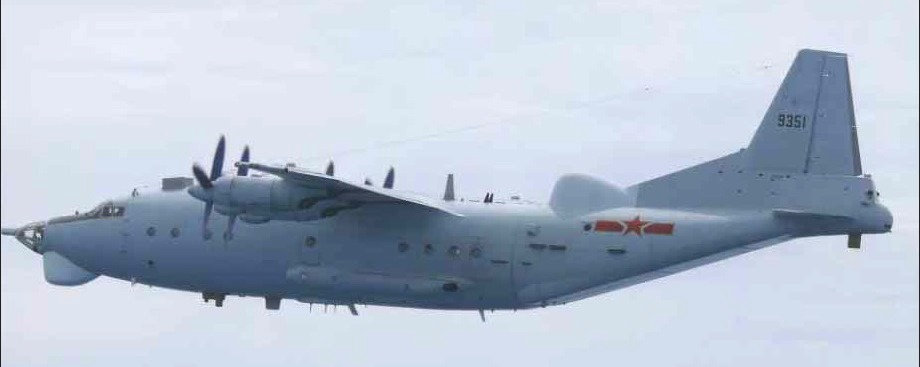
中國人民解放軍海军航空兵高新2號
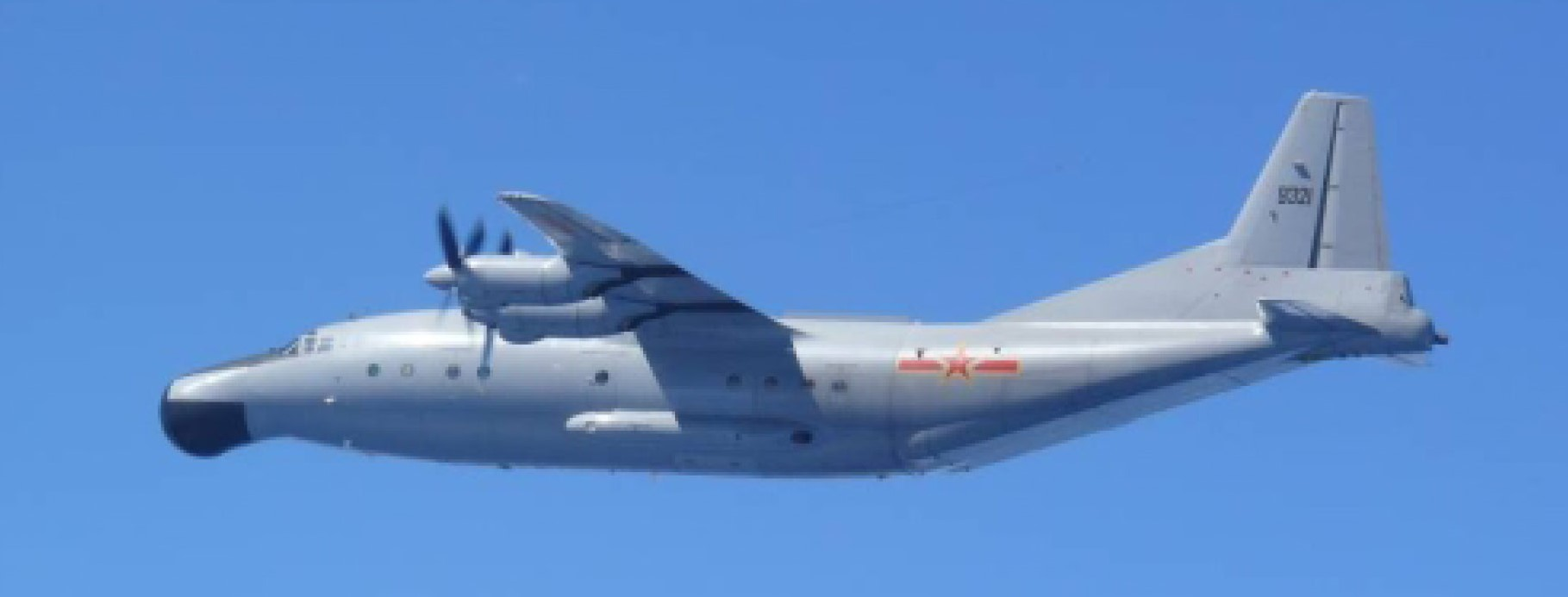
中國人民解放軍海军北海舰队航空兵運-8J海上警戒機
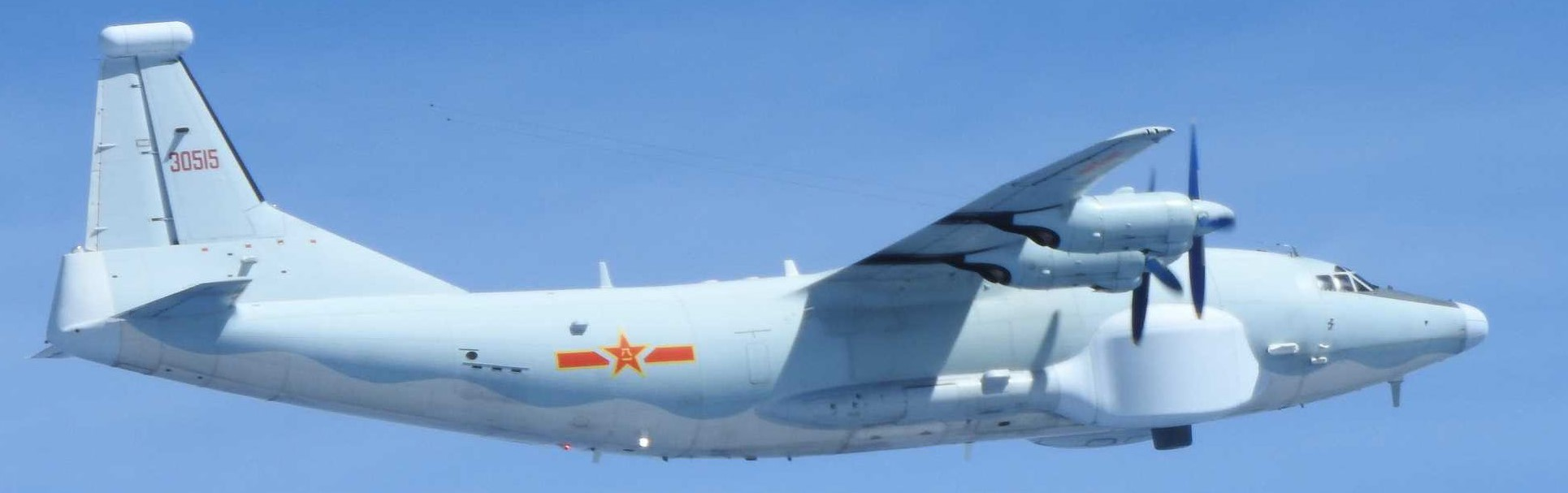
中國人民解放軍空军的运-8G电子干扰机
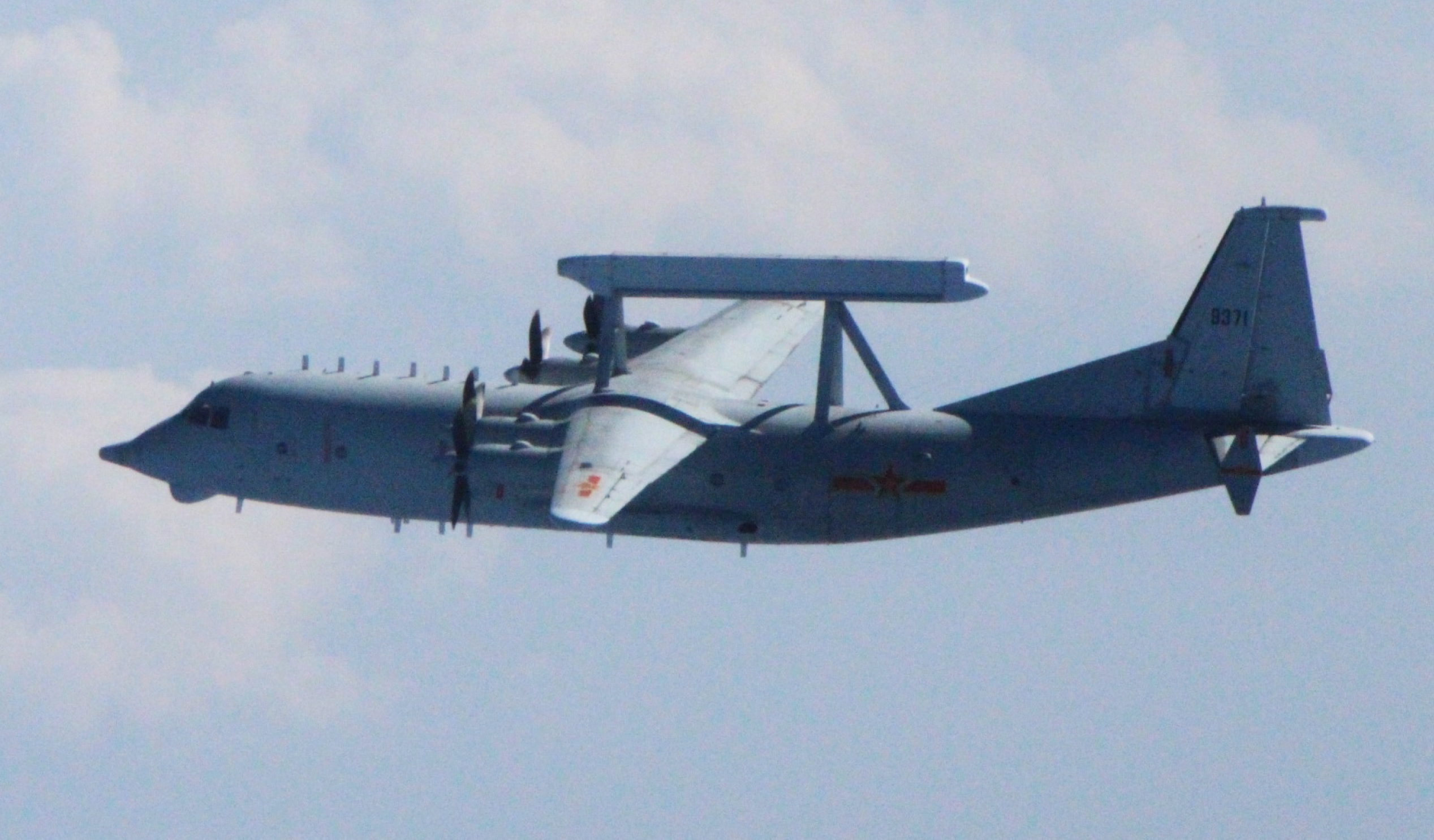
中國人民解放軍海军航空兵空警-200（高新5号）
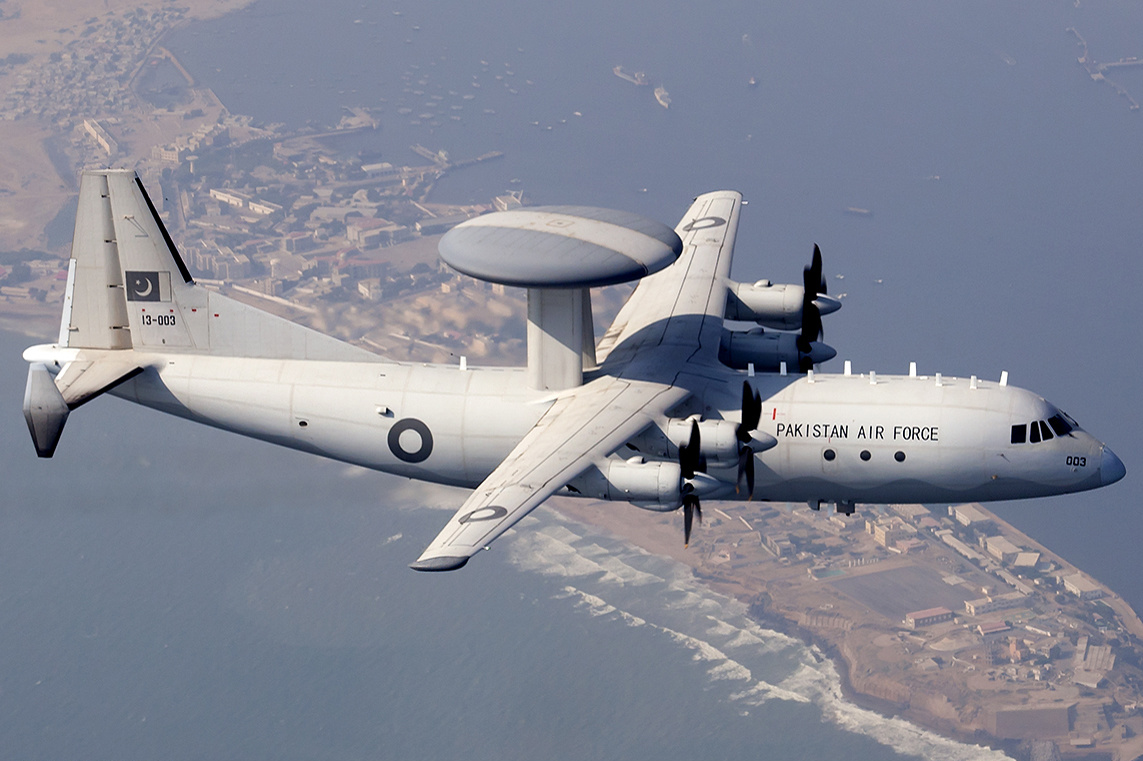
巴基斯坦空軍的ZDK-03預警機
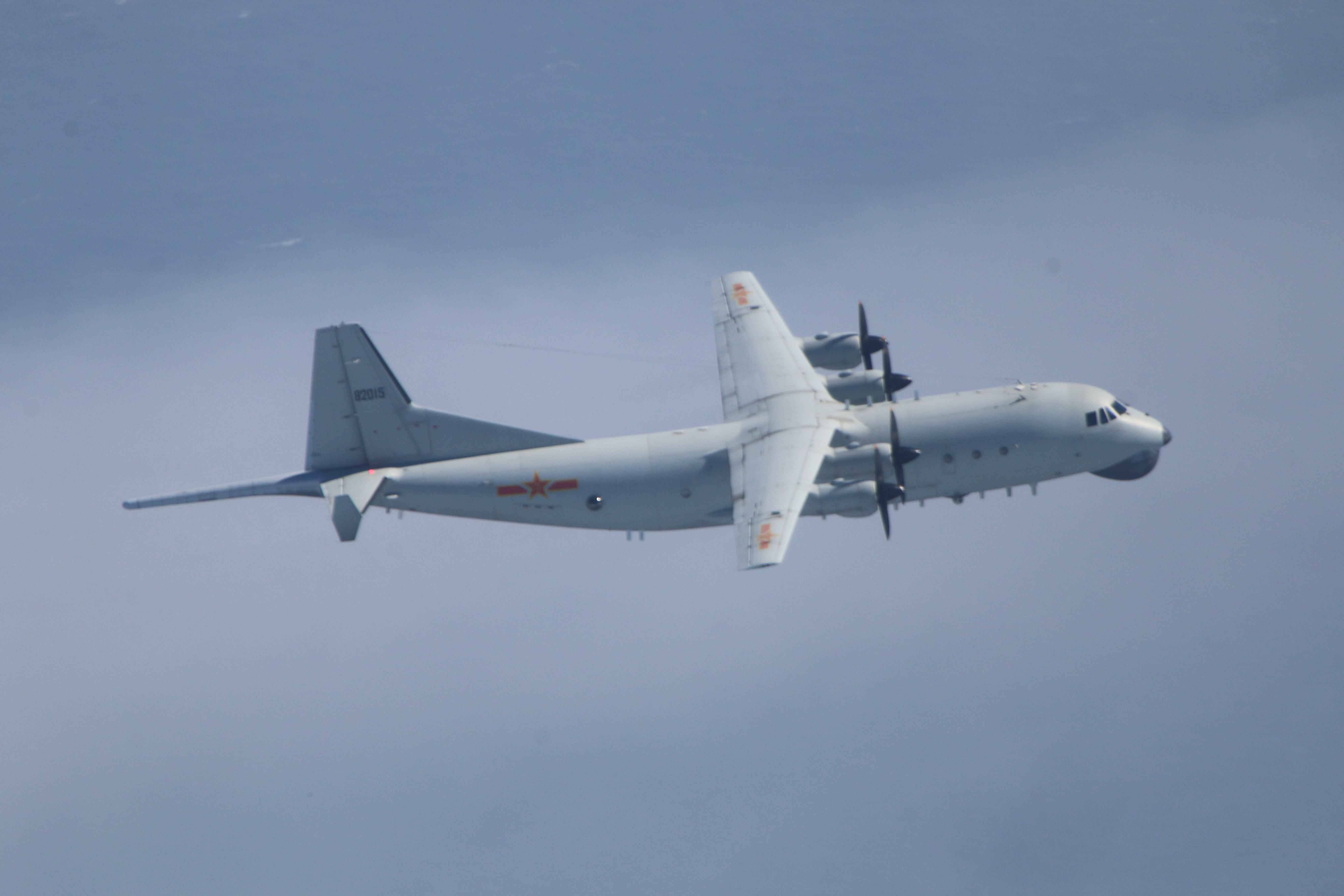
中國人民解放軍海军航空兵运-8Q反潛機（高新6號）
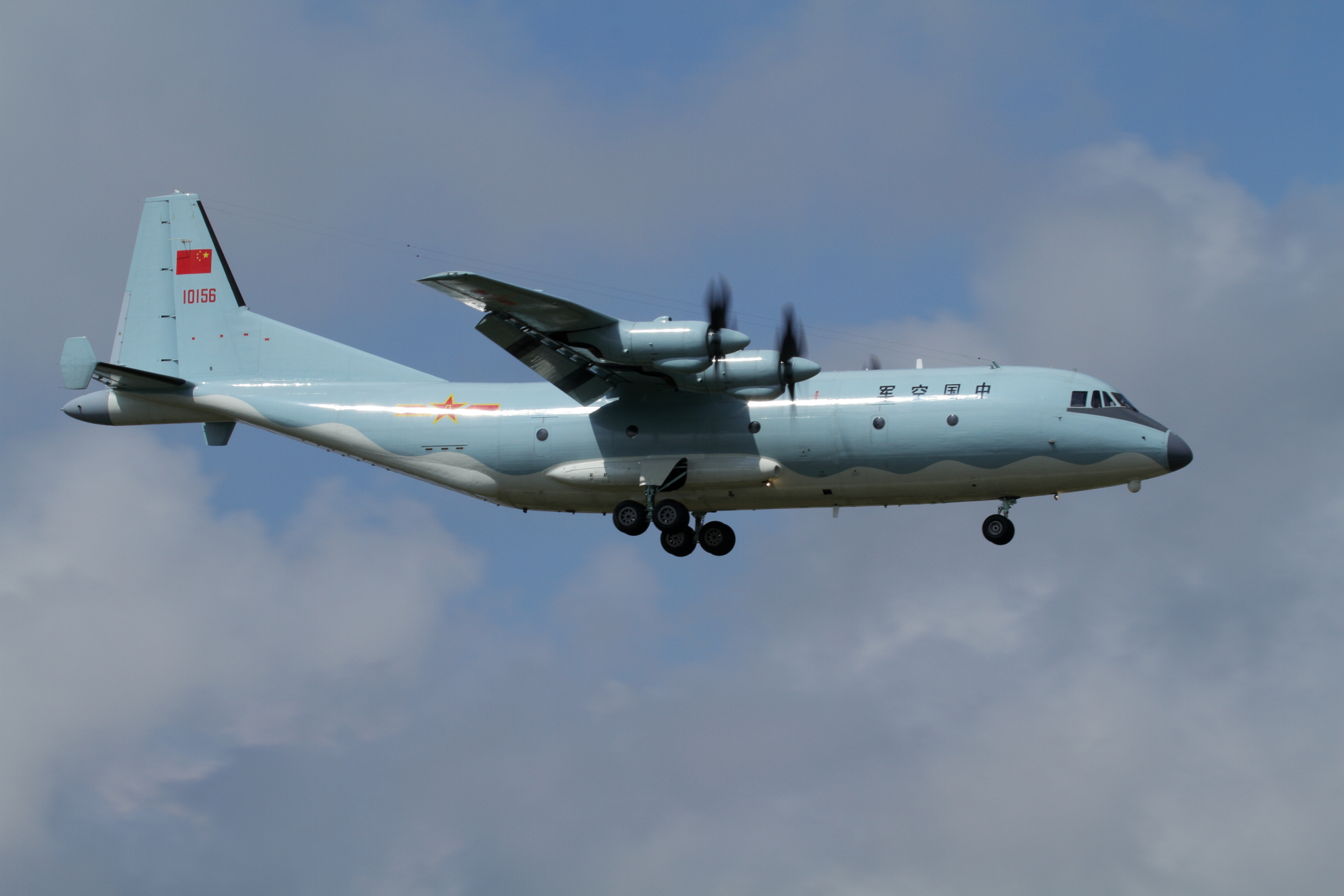
中國人民解放軍空軍的運-9
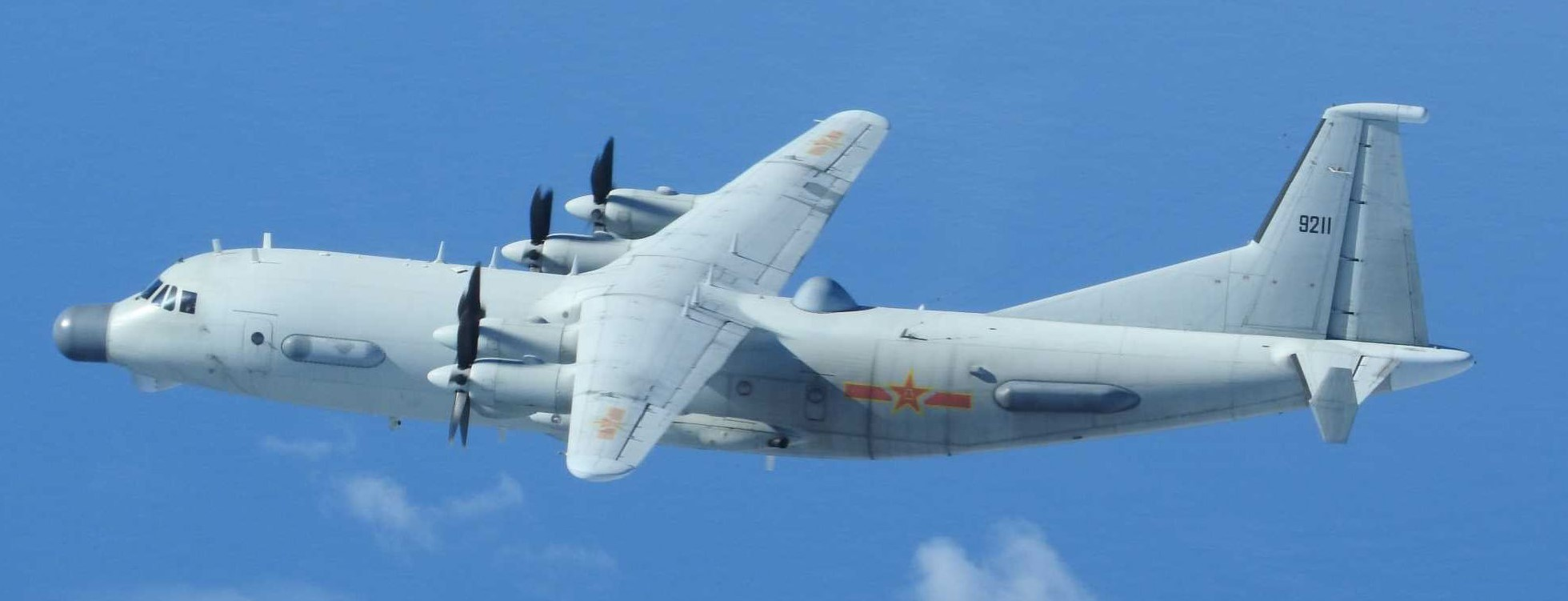
中國人民解放軍海军航空兵高新8號
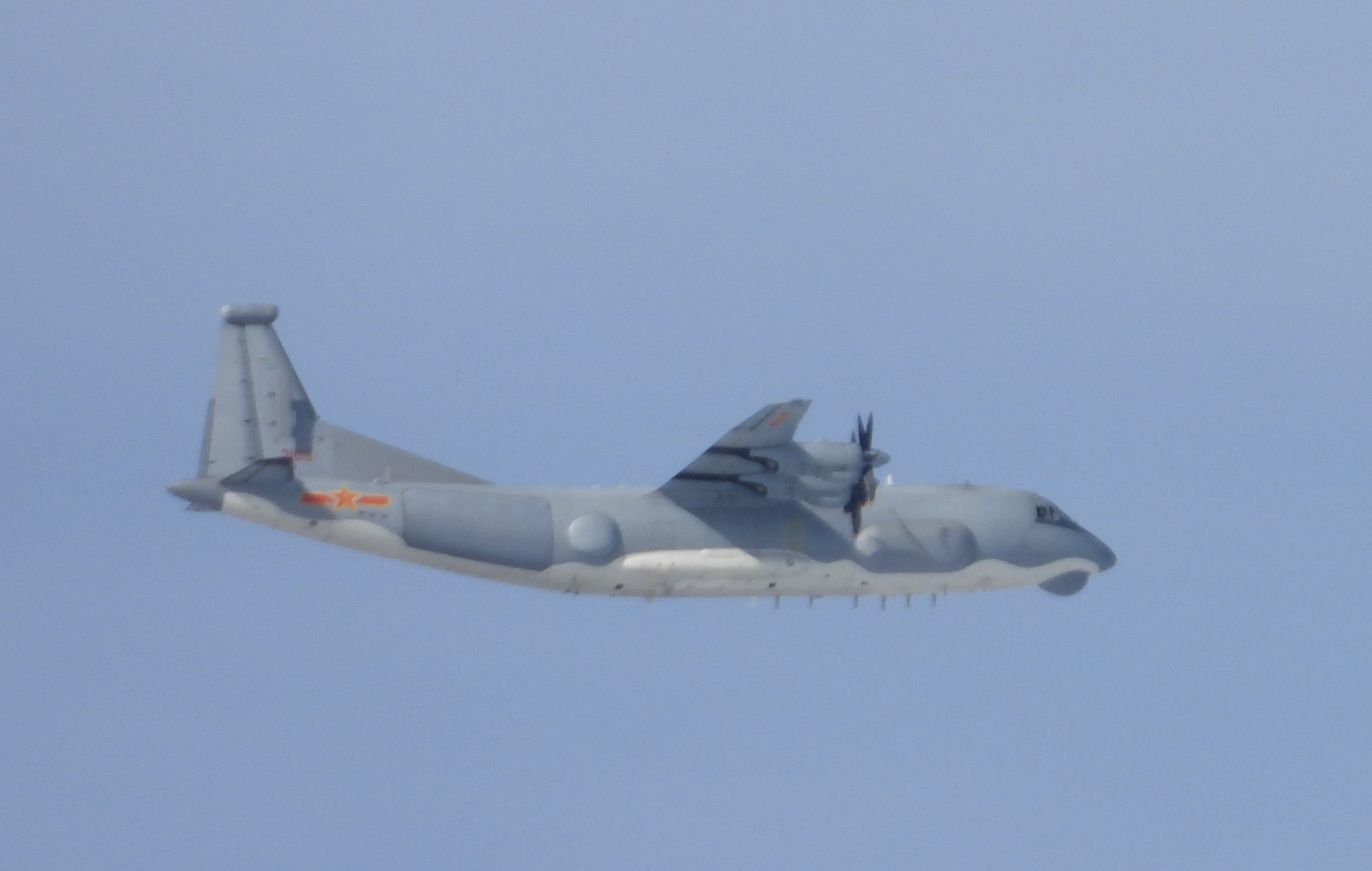
中國人民解放軍空军的运-9G电子干扰机（高新11号）

## 使用國
- 中国
  - 中國人民解放軍空軍
  - 中國人民解放軍海軍
  - 中國郵政航空：1996年購買3架Y-8。2005年從中國航空技術進出口總公司租賃2架Y-8F-100，1架Y-8F-400。
- - 哈薩克斯坦國民警衛隊（英语：National Guard of Kazakhstan）：2018年交付1架Y-8F-200W，2023年交付1架Y-8F-200WA，2025年交付3架Y-8F-200WA（04、05、06）。
- 緬甸
  - 緬甸空軍：5架Y-8D、Y-8F-200。
- 巴基斯坦
  - 巴基斯坦空軍：2008年訂購4架ZDK-03。
- 斯里蘭卡
  - 斯里蘭卡空軍：1987年
- 苏丹
  - 苏丹空軍（英语：Sudanese Air Force）：1991年訂購2架Y-8。
- 坦桑尼亚
  - 坦桑尼亞空軍（英语：Tanzanian Air Force）：2架Y-8F-200，2003年交付。
- 委內瑞拉
  - 委內瑞拉空軍：8架Y-8F-200，2012年交付。[10]

## 相关事件
2005年，一架改装过的运-8高新机在东海的公海上空飞行时遭到海上自卫队的飞机拦截、跟踪和拍摄，日本声称中国飞机飞入了其防空识别區（非日本领空，在东海的公海上空）。此后，每年都有数起日机拦截中国飞机的新闻报道。

## 事故记录
目前公開的事故總共5起，另外运-8事故也會計入安-12機型的意外事件中。
2001年1月4日，河南郑州机场空13师两架运8(31242号、31243号)，在着陆过程中因尾翼结冰相继坠毁，12名机组成员全部牺牲，其中一机并坠入民房，造成另外6人死亡，2人受伤。
2006年6月3日，一架由運-8升級版改裝而成的空軍空警-200預警機在安徽廣德起飛後失控，撞向山邊斷成兩截，並發生爆炸，機上40人全部遇难，當中包括幾名高級工程師。据官方通报的调查结果，事故原因为飞机机翼空中结冰。
2017年6月7日，緬甸空軍一架運-8运输機於土瓦以西約32公里上空墜毀，墜毀的型號為機體延長2.2公尺的運-8F-200W民用型，機上載有108名乘客及14名機組人員，全部遇难。
2018年1月29日，中国空军一架飞机在飞行训练中失事，坠毁于貴州省绥阳县郑场镇附近。1月30日，有消息透露称这是中国人民解放军南部战区空军20师59团的一架运-8通信指挥机（高新4号）在进行跨昼夜飞行训练时起火并坠毁，机上机组人员5人、执勤人员7人全部遇难，并公布了机上人员名单。2月4日，中国军方为牺牲官兵举办追悼会并追认为革命烈士。
2022年3月上旬，一名越南軍事記者於推特透露根據消息來源中国人民解放军有一架運8反潛機於南海附近失事。3月10日中華民國國家安全局局長陳明通於立法院備詢時證實此消息。根据微博网友发布周兴玉烈士墓志揭示，飞机于2022年3月1日于南海执行任务中失事。此次事故造成7名飛行員遇難。

## 性能数据
运-8C型
- 机长：34米
- 翼展：38米
- 机高：11米
- 货舱长：15.70米
- 最大起飞重量：61吨
- 最大着陆重量：58吨
- 商载：15吨
- 最大载油量：14.566吨
- 最大航程：3440公里
- 最大平飞速度：640公里/小时
- 巡航速度：550公里/小时
- 实用升限：10050米
- 起飞滑跑距离：1270米
- 着陆滑跑距离：1050米

运-8F-400民用型
- 最大起飞重量：61吨
- 最大着陆重量：58吨
- 空机重量：34吨
- 最大商载：15吨
- 最大载油量：14.566吨
- 最大商载航程：2150公里
- 巡航高度：8000米
- 巡航速度：550公里/小时

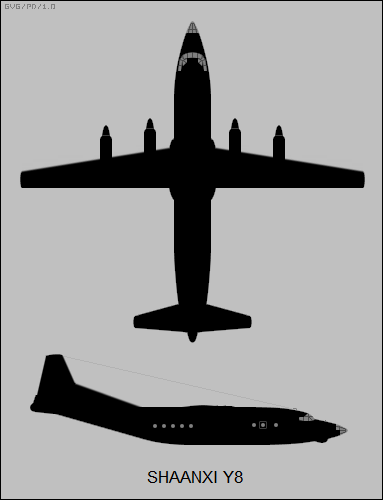
运-8

- 起飞滑跑距离（起飞重量为58吨）：1270米
- 着陆滑跑距离（起飞重量为61吨）：1050米

运-8F-200民用型
- 翼展：38米
- 長度：34.02米
- 高度：11.6米
- 货仓容积：137.6立方米
- 空機重量：35490公斤
- 最大起飛重量：61000公斤
- 最大商载：15吨
- 最大燃油量：14.56吨
- 最大载重航程：1200公里
- 最大油量航程：3440公里
- 巡航速度：550km/h
- 动力装置：4 x涡桨发动机
- 发动机型号：涡桨-6型涡轮螺旋桨发动机（功率：4250马力）[19]

## 流行文化

#### 影视作品
- 2000年电视剧《鹰击长空》，中国大陆
- 2006年电视剧《垂直打击》，中国大陆
- 2012年电视剧《鹰隼大队》，中国大陆
- 2012年电影《敢死队2》（The Expendables 2）中，一架载有一个保存标明苏联在保加利亚储藏核原料钚位置的地图的保险箱的中国人民解放军空军运-8飞机被桑族武装分子于阿尔巴尼亚喀扎克山口地区击落，机上人员全部遇难。
- 2025年電視劇《零日攻擊》，一架運-8偵察機越過南海後於東台灣太平洋墜海失事，中国人民解放军隨即以搜救名義出動海空軍往東海及南海挺進對台灣形成包圍之勢。

#### 电子游戏
- 2013年游戏《使命召唤：幽灵》（Call of Duty：Ghosts）：型号为普通货运型及空中炮艇改装型。在剧情模式中，被联合会武装力量使用，货运型在关卡“The Hunter”中被用于营救联合会武装力量上将加布里埃尔·T.洛基（Gabriel T. Rorke），炮艇改装型被用于攻击美国海军“解放者”号核动力航空母舰（USS Liberator，CVN-81）。在多人模式中，仅以炮艇改装型于地图Favela中出现，安装105mm口径榴弹炮、40mm口徑自动榴弹炮与25mm口径加特林机关炮，被美国军方特种部队“幽灵”（Ghosts）与联合会武装力量用于对地炮火支援。